# 瑞江葬儀所

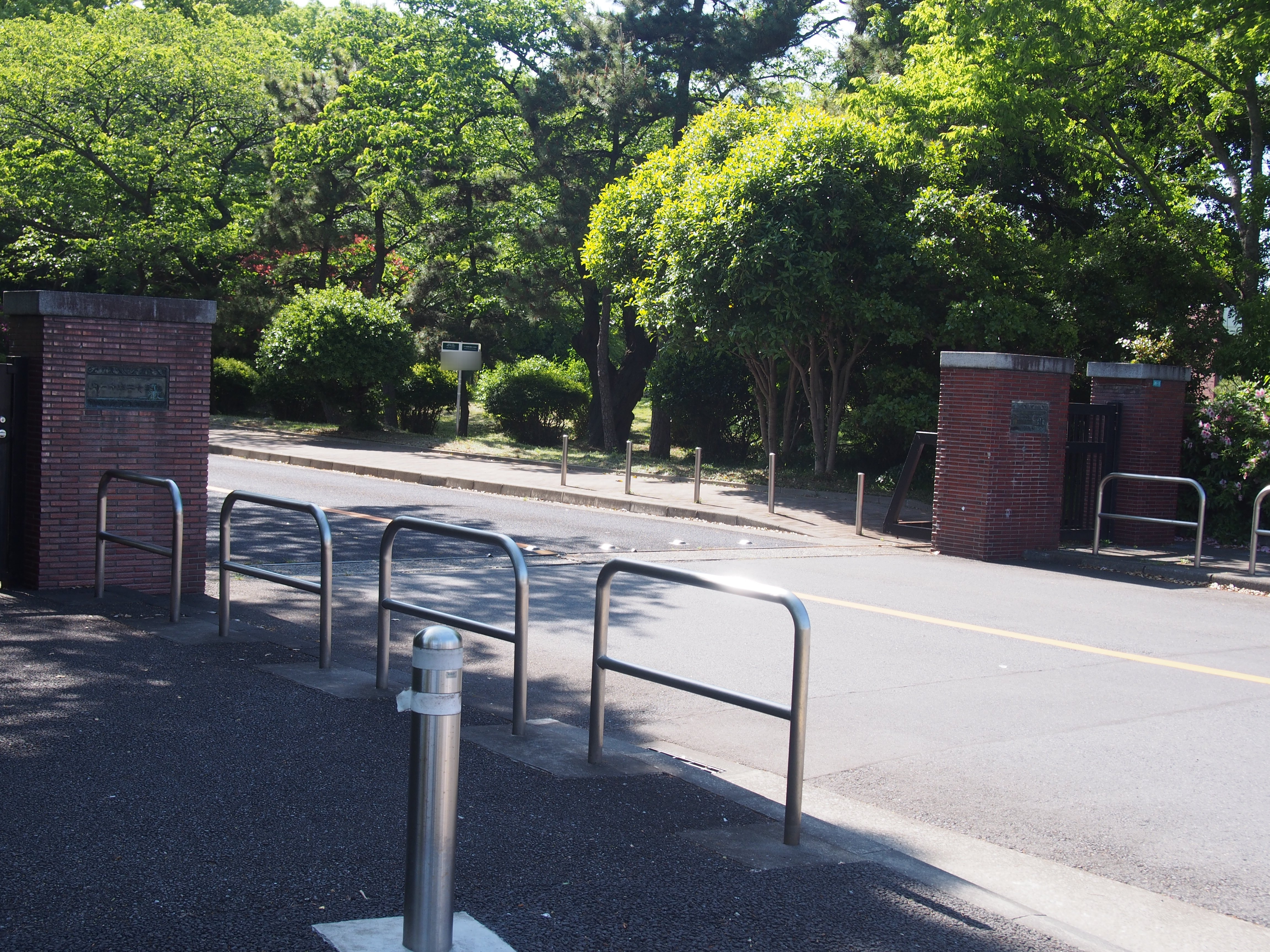
瑞江葬儀所入口

瑞江葬儀所（みずえそうぎしょ）とは、東京都江戸川区春江町にある東京都が運営している火葬場である。葬儀用の式場はなく、火葬設備のみとなっている。1938年2月1日に使用が開始された。別名「瑞江斎場」。

## 所在地・名称
〒132-0003 東京都江戸川区春江町3-26-1 財団法人東京都公園協会瑞江葬儀所管理事務所

## 沿革
- 1935年4月16日：都市計画決定及び事業認可。
- 1938年：都区内唯一の公営火葬場として東京市により開設。開設当初より他の模範となりうる理想的な火葬場として運営され、近代火葬施設の草分け的存在でもある。
- 1973年：施設老朽化のため全面改築着手。
- 1975年：新施設操業開始。新施設では火葬場の特徴であった煙突をなくし、設備の無公害化、燃料のガス化、控室を個室化、火葬受付件数の設定をした。

## 運用形態
- 1985年：財団法人東京都公園協会に管理運営を委託。
- 2006年：財団法人東京都公園協会を指定管理者として指定。
- 火葬受付時間：10、11、12、13、14時。
- 火葬受付件数：一日25件。

## 利用形態

### 故人とのお別れ
- 到着後、会葬者は「お別れホール」で焼香・献花等を行う。

炉前ホールへ進む代表者以外の会葬者は、ここで故人と最後のお別れとなる。

### 火葬炉へ納棺の立会い
- 火葬炉へ納棺の確認として代表者数名（5名程度）が火葬炉棟の炉前ホールへと進む。

炉前へ立会い人数を制限していることには以下の理由があるためである。
1. 建物の構造上、炉前ホールが非常に狭く、納棺の立会いに向かう人と納棺を終えて控室へ向かう人が交差し、収骨室が隣接していることから、混雑が著しく、厳粛な雰囲気を失うこと。
2. 時間帯により葬家の到着が集中するため、混雑緩和を図り火葬儀式をスムーズに進める必要がある。

この運用は開設当初から受け継がれている。

### 収骨
- 火葬終了後、案内放送により会葬者は収骨室で収骨を行なう。遺骨を火葬炉から引出す際、代表者数名のみが炉前ホールに進み遺骨の確認をする。その後、収骨（お骨あげ）は、収骨室で行われる。

## 施設
- 火葬炉棟
  - 火葬炉 20基：空冷ロストル式（燃料:都市ガス）
  - 収骨室 3室
- お別れホール棟
  - お別れホール
  - 霊柩車着棺口
- 管理棟
  - 事務室
  - 待合ロビー（椅子席）
  - 控室 10室
  - 売店
- 屋外
  - 駐車場 75台
  - 運転手控室

## 建築概要
- 敷地面積 37,572m2
- 建築面積 4325m2

## 最寄駅
- 都営新宿線瑞江駅

## 東日本大震災犠牲者の火葬受け入れ
2011年、東京都は東日本大地震の被災各自治体からの要望を受け、現地で対応できなかった犠牲者約500体を受け入れ、瑞江葬儀所を使用して火葬を行うことを決定した。同年3月、東京仏教連合会を中心に全日本仏教会、江戸川仏教会が、身元不明などの理由で現地で供養が出来ていない事を踏まえ、火葬に際し供養の申し入れを行い、東京都建設局公園緑地部と話し合いがもたれた。しかし東京都側はは宗教者の所内立ち入りと読経を拒否。同年4月1日から4日間、東京都が正門前に献花台を設置し、その付近に限り仏教会等関係者の責任においての読経献香を許可した。その後の交渉で、正門を入って敷地内左手の芝生脇に祭壇を設置することが認められた。慰霊については、東京仏教連合会の呼び掛けに応じて、神道、キリスト教他各宗教団体が参加した。その後、犠牲者の受け入れ期間延長に伴い、4月4日から7日、4月14日までの期間延長が許可された。東京都の対応については、やはり被災地での犠牲者への宗教者の関与を拒んだ各自治体の対応とも合わせて、政教分離への過剰反応との指摘も出ている。